# اتحادیه دفاع یهودی
اتحادیه دفاع یهودی (JDL) یک سازمان مذهبی-سیاسی نظامی ستیزه جوی یهودی که هدف آن «حفاظت از یهودیان در برابر یهودستیزی به هر شیوهٔ ممکن» ذکر شده است.گرچه اظهار داشته که «صریحاً تروریسم را محکوم می‌کند» بیان داشته که «علیه تروریسم و دیگر اعمال خرابکارانه یک سیاست بدون مماشات دارد» اف‌بی‌آی در ۲۰۰۱ آن را یک گروه تروریستی دست راستی طبقه‌بندی کرد. به گزارش اف‌بی‌آی این سازمان در طراحی و انجام اقدامات تروریستی در ایالات متحده نقش داشته است.